# کاسوپیتانت
کاسوپیتانت (انگلیسی: Casopitant)  یک آنتاگونیست گیرنده NK1 است که تحت تحقیق برای درمان تهوع و استفراغ ناشی از شیمی درمانی بود. یک بررسی در سال ۲۰۲۲، کاسوپیتانت را به‌عنوان یک داروی ضد افسردگی جدید بالقوه برای درمان اختلال افسردگی اساسی، با تکمیل فاز ۲ کارآزمایی بالینی، فهرست کرد.